# خلیفه چای
خلیفه چای یک روستا در ایران است که در دهستان سنجبد جنوبی واقع شده‌است.